# Панцерфауст
Панцерфауст (на немски: Panzerfaust; буквално „танков юмрук“ или „брониран юмрук“) е евтино, безоткатно германско противотанково оръжие, използвано през Втората световна война. Представлява малко безоткатно оръдие (а не ракетомет), заредено с кумулативна бойна глава. Заменя Faustpatrone и остава в употреба до края на войната в различни разновидности. Panzerfaust 150 е основа за разработката на съветския РПГ-2, който на свой ред се превръща в РПГ-7.

## Обща характеристика
Разработката на по-голяма версия на Faustpatrone започва през 1942 година. В резултат на това се появява Panzerfaust – прост гранатомет, тежащ 5 – 10 кг. Тялото представлява тръба от долнокачествена стомана, с дължина около метър и диаметър от 4 – 6 см, която съдържа малък заряд черен барут. Прикрепени за горната ѝ страна са спусък и прост заден мерник. Като преден мерник се е използвал ръбът на бойната глава. Прикрепена за предния край на тръбата, тя е 15 см в диаметър, тежи 3 кг и съдържа около 800 грама експлозив, способен да пробие до 200 мм броня – достатъчно, за да извади от строя всяко бронирано превозно средство от онова време.
В задния край на тръбата често има изписано предупреждение, обикновено „Achtung! Feuerstrahl!“ („Внимание! Огнена струя!“). След стрелба (често от сгъвката на ръката), тръбата се изхвърля, правейки Panzerfaust първото противотанково оръжие за еднократна употреба. През последните етапи на войната много немски войници са въоръжени само с по един Panzerfaust, карайки някои немски генерали да коментират, че тръбата се използвала като тояга.
В градска среда късите разстояния позволяват оръжието да бъде използвано лесно и точно, правейки го изключително ефективно. По време на битката за Берлин с него са унищожени много руски танкове, а конструкцията е толкова проста, че е произвеждан в обсадения град.

## Варианти
Panzerfaust 30 KleinПървоначалната версия, въведена в употреба през лятото на 1943 година. „30“ указва номиналния максимален обсег от 30 метра. Тръбата е с диаметър 4,4 см и съдържа 95 грама пропелант, който изстрелва 2,9-килограмова бойна глава, съдържаща 800 грама експлозив. Снарядът, способен да пробие 150 мм броня, има максимална скорост от 30 м/сек. Теглото на цялото оръжие се равнява на 3,25 кг.
Panzerfaust 30Подобрен вариант на Panzerfaust Klein. Появява се в края на 1943 година и има по-голяма бойна глава, способна да пробие до 200 мм броня.
Panzerfaust 60Най-често срещаната версия. Производството започва през август 1944 година. Притежава много по-практичен обхват – 60 метра, макар и със скорост на снаряда 45 м/с. За да се постигне тази по-висока скорост, диаметърът на тръбата е увеличен на 5 см и се използва 134 грама метателен експлозив. Притежава подобрени мерник и спусък и тежи 6,1 кг.
Panzerfaust 100Последната масово произвеждана версия, използвана от ноември 1944 година. Номинален максимален обсег от 100 м, използва се 190 грама пропелант, който изстрелва с 60 м/сек от 6-сантиметрова тръба бойна глава, способна да пробие 220 мм броня. Мерникът има дупки за 30, 60, 80 и 150 метра, чиято вътрешност е боядисана със светеща боя, за да направи по-лесно прицелването на тъмно. Теглото е 6 кг.
Panzerfaust 150 и 250Panzerfaust 150 е използван в ограничени количества към края на войната, и притежава в голяма степен модифициран дизайн. Притежава същото количество метателен експлозив като Panzerfaust 100, но променената бойна глава и двуетапно запалване на пропеланта осигуряват скорост 85 м/сек и увеличават пробивната сила. Може да се използва за до 10 изстрела. Влиза в производство през март 1945 година, два месеца преди края на войната.
Panzerfaust 250 е бил заплануван, но войната приключва, преди разработката да бъде завършена.

## Потребители
- Нацистка Германия
- Царство България
- Финландия
- Кралство Унгария
- Република Сало
- Полска съпротива
- Кралство Румъния
- Съветски съюз

## Панцерфауст днес
В днешни дни, след замяната на лекия Панцерфауст 44 мм и тежкия 84 мм „Карл Густав“, в немската армия за противотанкова отбрана е на въоръжение Панцерфауст 3.